# No.0
No. 0 é o vigésimo primeiro álbum de estúdio da banda japonesa de rock Buck-Tick, lançado em 14 de março de 2018 pela gravadora Lingua Sounda, subdivisão da Victor Entertainment.
Imai, ao anunciar o álbum, disse que este seria uma "pausa limpa" do que a banda já fez, e suas palavras chave são "minimalismo" e "eletrônico". O álbum foi lançado em três edições: a edição regular, com 13 faixas, a edição limitada A e B, com mais três videoclipes, e a edição limitada C, uma edição exclusiva que disponibiliza os videoclipes em formato VR.

## Desempenho comercial
O álbum alcançou a segunda posição na Oricon Albums Chart, permanecendo na parada por onze semanas. Na Billboard Japan Hot Albums, chegou ao quinto lugar.

## Faixas
| N.º            | Título                                                          | Letras         | Música         | Duração |  |
| 1.             | "Reishiki 13-gata “Ai”" (零式13型“愛”)                          | Sakurai        | Imai           | 5:40    |  |
| 2.             | "Bishuu LOVE" (美醜LOVE)                                        | Sakurai        | Imai           | 4:44    |  |
| 3.             | "BABEL"                                                         | Sakurai        | Imai           | 5:26    |  |
| 4.             | "Nostalgia" (ノスタルジア)                                      | Sakurai        | Imai           | 3:01    |  |
| 5.             | "Ophelia"                                                       | Sakurai        | Hide           | 4:32    |  |
| 6.             | "Femme Fatale"                                                  | Sakurai        | Hide           | 3:39    |  |
| 7.             | "Barairo Juujidan -Rosen Kreuzer-" (薔薇色十字団Rosen Kreuzer-) | Sakurai        | Imai           | 3:01    |  |
| 8.             | "GUSTAVE"                                                       | Imai           | Imai           | 4:54    |  |
| 9.             | "Moon Sayonara wo Oshiete" (Moon さよならを教えて)              | Imai           | Hide           | 4:58    |  |
| 10.            | "Hikari no Teikoku" (光の帝国)                                  | Imai           | Imai           | 3:58    |  |
| 11.            | "IGNITER"                                                       | Sakurai        | Imai           | 2:37    |  |
| 12.            | "Guernica no Yoru" (ゲルニカの夜)                               | Sakurai        | Imai           | 5:41    |  |
| 13.            | "Tainai Kaiki" (胎内回帰)                                       | Sakurai        | Imai           | 5:02    |  |
| Duração total: | Duração total:                                                  | Duração total: | Duração total: | 57:28   |  |

| Faixas bônus da edição limitada A e B |                                       |         |  |
| N.º                                   | Título                                | Duração |  |
| 1.                                    | "Bishuu LOVE (美醜LOVE)" (Videoclipe) | 4:44    |  |
| 2.                                    | "IGNITER" (Videoclipe)                | 2:37    |  |
| 3.                                    | "Ophelia" (Videoclipe)                | 4:32    |  |

| Faixas bônus da edição limitada C |                                             |         |  |
| N.º                               | Título                                      | Duração |  |
| 1.                                | "Bishuu LOVE (美醜LOVE)" (Videoclipe em VR) | 4:44    |  |
| 2.                                | "IGNITER" (Videoclipe em VR)                | 2:37    |  |
| 3.                                | "Ophelia" (Videoclipe em VR)                | 4:32    |  |
| 4.                                | "Special VR viewer"                         |         |  |

## Ficha técnica
- Atsushi Sakurai – vocal
- Hisashi Imai – guitarra solo, vocais de apoio
- Hidehiko "Hide" Hoshino – guitarra rítmica
- Yutaka "U-ta" Higuchi – baixo
- Toll Yagami – bateria